# العلاقات السيشلية الماليزية
العلاقات السيشلية الماليزية هي العلاقات الثنائية التي تجمع بين سيشل وماليزيا.

## مقارنة بين البلدين
هذه مقارنة عامة ومرجعية للدولتين:
| وجه المقارنة                                              | سيشل                                                | ماليزيا       |
| --------------------------------------------------------- | --------------------------------------------------- | ------------- |
| المساحة (كم2)                                             | 459                                                 | 330.29 ألف    |
| عدد السكان (نسمة)                                         | 95.84 ألف                                           | 31.62 مليون   |
| الكثافة السكانية (ن./كم²)                                 | 20.88 ألف                                           | 95.73         |
| العاصمة                                                   | فيكتوريا                                            | كوالالمبور    |
| اللغة الرسمية                                             | لغة فرنسية، لغة إنجليزية، اللغة الكريولية السيشيلية | لغة ماليزية   |
| العملة                                                    | روبية سيشلية                                        | رينغيت ماليزي |
| الناتج المحلي الإجمالي (بليون دولار)                      | 1.49 مليار                                          | 314.50 مليار  |
| الناتج المحلي الإجمالي (تعادل القوة الشرائية) بليون دولار | 2.54 مليار                                          | 817.43 مليار  |
| الناتج المحلي الإجمالي الاسمي للفرد دولار أمريكي          | 15.48 ألف                                           | 9.77 ألف      |
| الناتج المحلي الإجمالي للفرد دولار أمريكي                 | 26.42 ألف                                           | 25.64 ألف     |
| مؤشر التنمية البشرية                                      | 0.772                                               | 0.779         |
| رمز المكالمات الدولي                                      | +248                                                | +60           |
| رمز الإنترنت                                              | .sc                                                 | .my           |
| المنطقة الزمنية                                           | ت ع م+04:00                                         | ت ع م+08:00   |

## منظمات دولية مشتركة
يشترك البلدان في عضوية مجموعة من المنظمات الدولية، منها:
| علم المنظمة | اسم المنظمة                               | تاريخ انضمام سيشل | تاريخ انضمام ماليزيا |
| ----------- | ----------------------------------------- | ----------------- | -------------------- |
|             | يونسكو                                    | 18 أكتوبر 1976    | 16 يونيو 1958        |
|             | وكالة ضمان الاستثمار متعدد الأطراف        | 15 سبتمبر 1992    | 6 ديسمبر 1991        |
|             | الأمم المتحدة                             | 21 سبتمبر 1976    | 17 سبتمبر 1957       |
|             | دول الكومنولث                             | 1976              | ?                    |
|             | الفريق المعني برصد الأرض                  | ?                 | ?                    |
|             | الاتحاد البريدي العالمي                   | ?                 | ?                    |
|             | البنك الدولي للإنشاء والتعمير             | 29 سبتمبر 1980    | 7 مارس 1958          |
|             | الاتحاد الدولي للاتصالات                  | 17 سبتمبر 1999    | 3 فبراير 1958        |
|             | منظمة حظر الأسلحة الكيميائية              | 29 أبريل 1997     | ?                    |
|             | مؤسسة التمويل الدولية                     | 11 يونيو 1981     | 20 مارس 1958         |
|             | المركز الدولي لتسوية المنازعات الاستشارية | 19 أبريل 1978     | 14 أكتوبر 1966       |
|             | منظمة الشرطة الجنائية الدولية             | 1 سبتمبر 1977     | ?                    |

## وصلات خارجية
- موقع وزارة الخارجية السيشلية
- موقع وزارة الخارجية الماليزية